# Stauropsis marriottiana
Stauropsis marriottiana là một loài thực vật có hoa trong họ Lan. Loài này được (Rchb. f.) Rolfe miêu tả khoa học đầu tiên năm 1919.